# Penny Downie
Penny Downie (* 1954 in Brisbane) ist eine australische Schauspielerin.

## Leben und Karriere
Penny Downie wurde bis 1974 am National Institute of Dramatic Art in Sydney zur Schauspielerin ausgebildet. Sie spielte zuerst in Australien in TV-Serien. Anfang der 1980er Jahre zog sie in das Vereinigte Königreich, wo sie bei der Royal Shakespeare Company spielte sowie in Britischen Filmen und Fernsehserien in zahlreichen Nebenrollen mitwirkt. Ihr Schaffen umfasst mehr als 70 Produktionen.
So spielte sie 2000 als „Judy Trenor“ in Haus Bellomont und 2009 als „Mrs. Pienaar“ in Invictus – Unbezwungen. 2016 verkörperte sie „Janet Lee“ in Jackie: Die First Lady. 2019/2020 war sie als „Alice, Duchess of Gloucester“ in der Serie The Crown zu sehen.

## Filmografie (Auswahl)
- 1980: Prisoner (Fernsehserie, 12 Folgen)
- 1985: Wetherby
- 1987: Richard Löwenherz und die Kinder Gottes (Lionheart)
- 1997: Im Eishaus (Ice House)
- 2000: Haus Bellomont (The House of Mirth)
- 2004: Sherlock Holmes – Der Seidenstrumpfmörder (Sherlock Holmes and the Case of the Silk Stocking)
- 2006–2007: New Street Law (Fernsehserie, 14 Folgen)
- 2009: Invictus – Unbezwungen (Invictus)
- 2011: W.E.
- 2016: Jackie: Die First Lady (Jackie)
- 2016: London Has Fallen
- 2017–2021: Back (Fernsehserie, 12 Folgen)
- 2019–2020: The Crown (Fernsehserie, 9 Folgen)